# Erysimum rhaeticum
Erysimum rhaeticum là một loài thực vật có hoa trong họ Cải. Loài này được (Schleich. ex Hornem.) DC. mô tả khoa học đầu tiên năm 1821.